# Adrift
Adrift (стилизовано как ADR1FT) — компьютерная игра с видом от первого лица в жанре адвенчуры, разработанная компаний Three One Zero и изданная 505 Games, для платформ Microsoft Windows, PlayStation, Xbox One. Релиз игры на PC состоялся 28 марта 2016 года. Выход на остальных платформах запланирован в 2016 году. Игра поддерживает Oculus Rift.
Игра повествует об астронавте с амнезией, пытающимся выбраться с разрушенной орбитальной космической станции. Главному герою необходимо найти специальные ключи, чтобы восстановить спасательный модуль, по пути узнав о причине катастрофы, произошедшей на станции.

## Игровой процесс
В Adrift игрок выступает в роли женщины-астронавта Алекс Ошимы. Действие игры разворачивается в 2037 году Главная героиня находится на полуразрушенной околоземной орбитальной станции, где может плавать и передвигаться во всех направлениях в условиях полной невесомости. Основными целями является выживание и возвращение обратно на Землю. Игрок может изучать всё окружение в пределах локации; игрок не может уйти сильно далеко от станции, например, из-за необходимости постоянно следить за уровнем кислорода, чтобы избежать смерти от удушья. В игре признаком недостатка кислорода является помутнение видения главной героини. Чтобы не умереть в этом случае, требуется пополнить запас кислорода в скафандре. На протяжении игры Алекс посещает пять разных локаций, решая своеобразные головоломки, необходимые для дальнейшего прохождения. История инцидента, приведшего к серьёзному повреждению станции, постепенно открывается с помощью аудио-журналов, которые игрок может найти и прослушать. Также игрок сможет найти различные ценные предметы, принадлежавшие членам погибшего экипажа, которые будет возможно вернуть на Землю.

## Оценки
| Сводный рейтинг | Сводный рейтинг | Сводный рейтинг |
| Издание         | Оценка          | Оценка          |
| Издание         | PC              | PS4             |
| --------------- | --------------- | --------------- |
| GameRankings    | 67,09 %         | 52,50 %         |

Игра получила достаточно спорные оценки в прессе. На сайте Метакритик ей поставили 64 из 100 на основе 34 рецензий, а российская пресса поставила 61 из 100 на основе 9 рецензий.